# 熊本環状道路
熊本環状道路（くまもとかんじょうどうろ）は、熊本県熊本市および合志市を走る環状道路。熊本北バイパス（国道3号）、熊本東バイパス（国道57号）、熊本西環状道路（熊本県道342号砂原四方寄線）の3路線によって構成される。

## 概要
熊本北バイパスは、1973年の事業化から42年を経た2015年3月28日に全線開通した。熊本東バイパスについては6か所の部分立体交差を構想としている。その1つに近見高架橋がある。高架橋の道路では熊本県道51号熊本港線に属している。

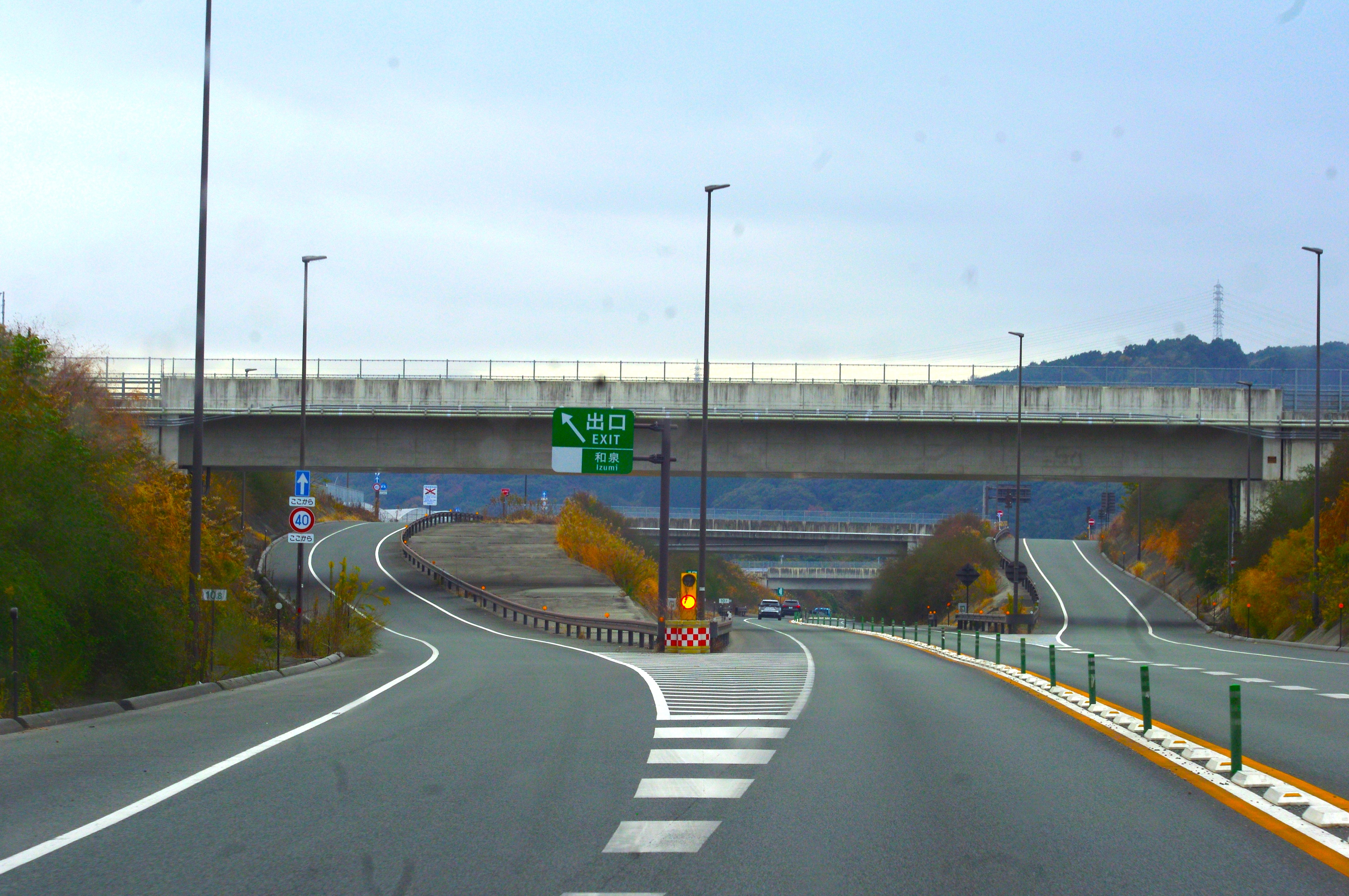
和泉IC

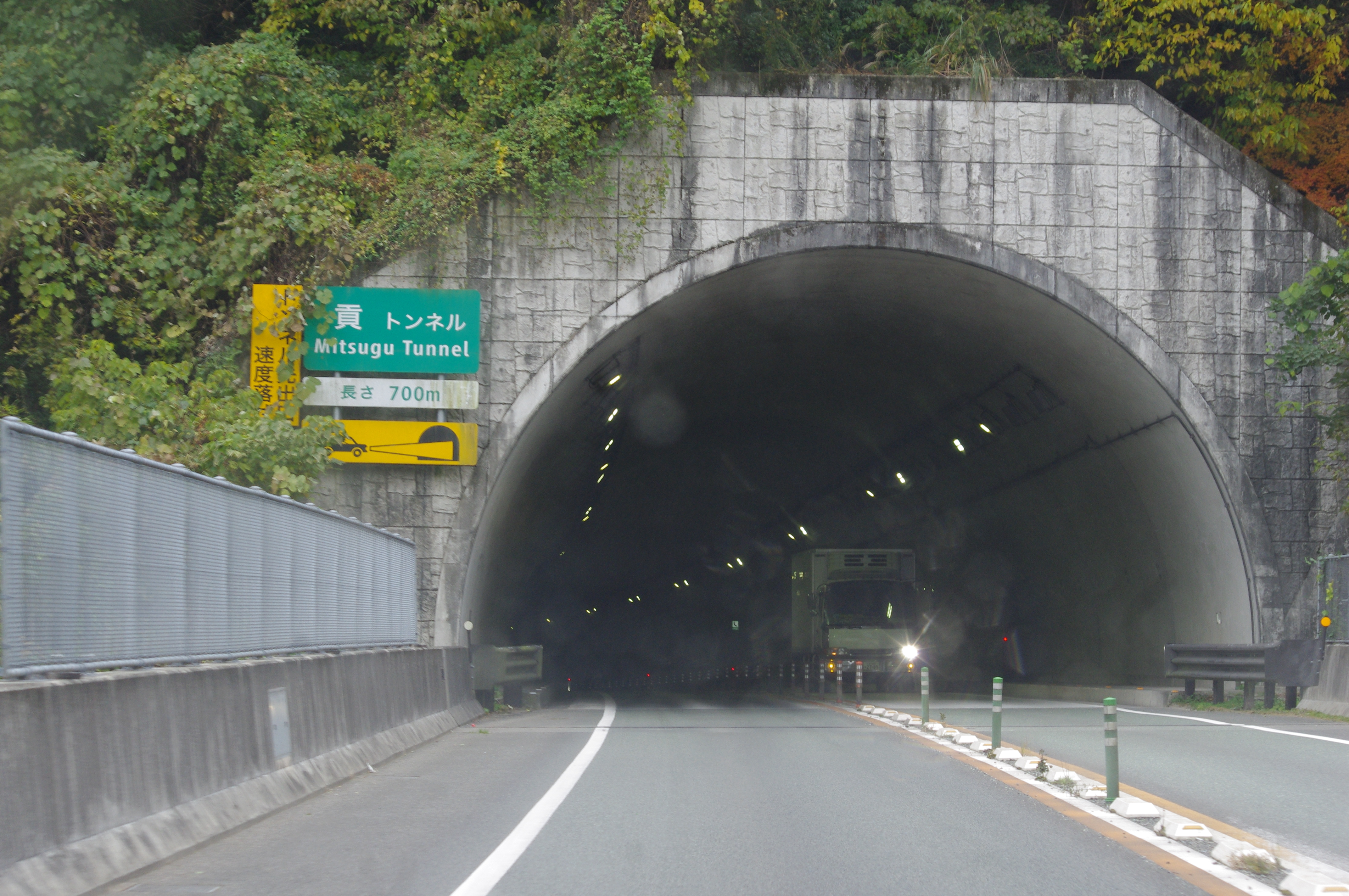
貢トンネル

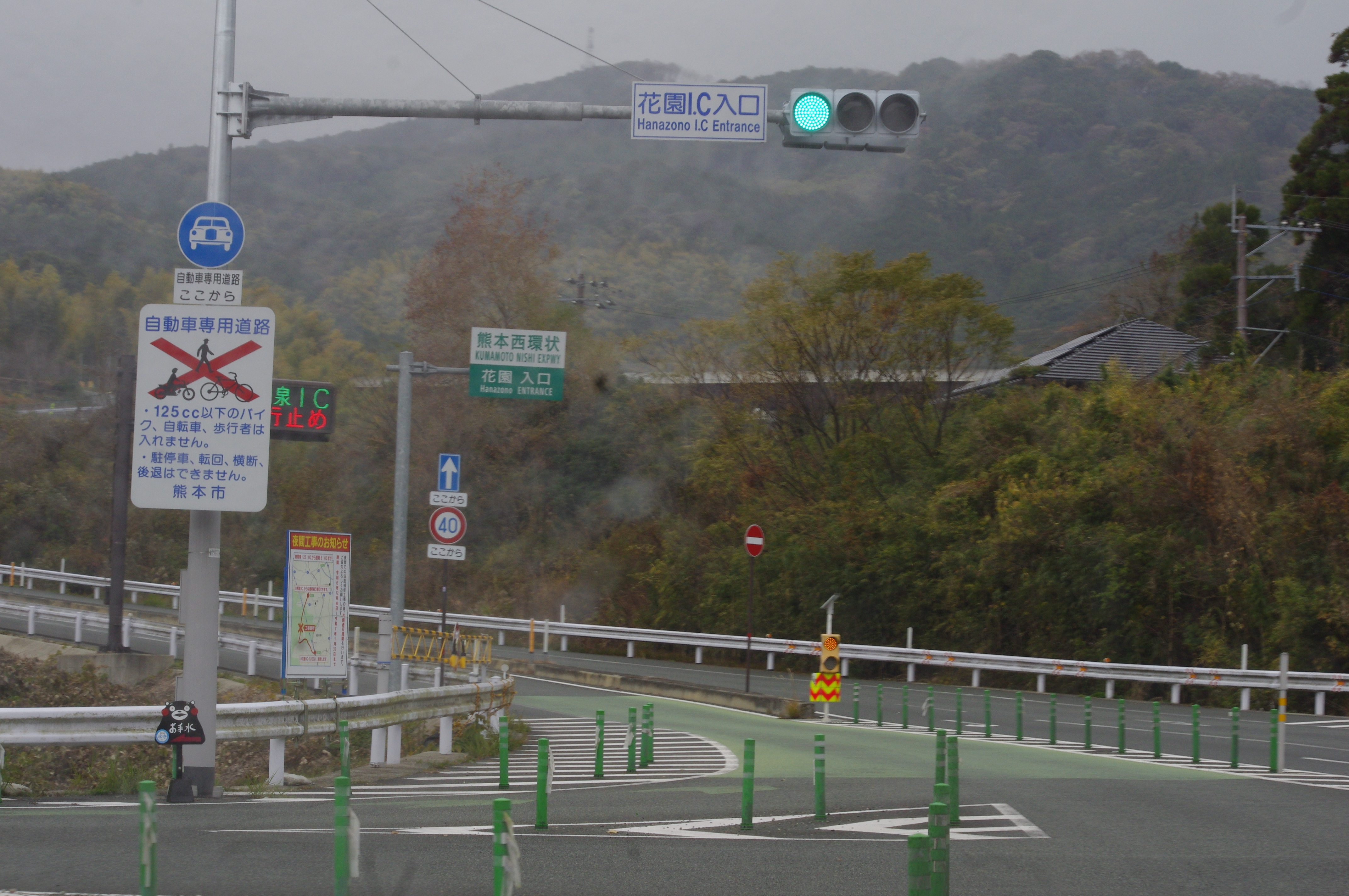
花園IC

また、熊本西環状道路は地域高規格道路であり、自動車専用道路である（他の2路線は一般道路）。全長は約12 kmで、2017年3月にから下硯川ICまでの4.1 kmが開通した。残りの区間（約8 km、池上IC〜花園IC）は現在事業中である。

## 沿線
- 江津湖
- ゆめタウンはません